# Callophrys caerulescens
Callophrys caerulescens är en fjärilsart som beskrevs av Bang-haas 1912. Callophrys caerulescens ingår i släktet Callophrys och familjen juvelvingar. Inga underarter finns listade i Catalogue of Life.